# 賤出名将事件
賤出名将事件（チョンチュルミョンジャンじけん）もしくは賤出名将発言波紋（チョンチュルミョンジャンはつげんはもん、朝: 천출명장 발언파문）とは、2004年4月1日から北朝鮮にある金剛山で行われていた第9回南北離散家族再会事業において、韓国側の関係者による同音異義語を基にした冗談が発端で事業が一時中止された事件。

## 概要
韓国統一部の関係者が、金正日を賞賛する言葉であった「천출명장」（チョンチュルミョンジャン）というハングル が金剛山のチマ岩に彫り込まれていることについて、「天出名将」ではなく「賤出名将」とも読み取れる と私的に発言した。
この発言に対し北朝鮮関係者が反発し、4月2日の行事を一方的にキャンセルした。